# Saint-Just (Ain)
Saint-Just ist eine französische Gemeinde mit 953 Einwohnern (Stand: 1. Januar 2022) im Département Ain in der Region Auvergne-Rhône-Alpes. Sie gehört zum Kanton Ceyzériat im Arrondissement Bourg-en-Bresse.

## Geographie
Die Gemeinde Saint-Just liegt etwa vier Kilometer ostsüdöstlich von Bourg-en-Bresse in der historischen Provinz Revermont. Nachbargemeinden von Saint-Just sind Jasseron im Norden und Nordosten, Ceyzériat im Osten und Südosten, Montagnat im Süden sowie Bourg-en-Bresse im Westen.

## Bevölkerungsentwicklung
| Jahr                       | 1962 | 1968 | 1975 | 1982 | 1990 | 1999 | 2006 | 2013 | 2021 |
| Einwohner                  | 229  | 212  | 317  | 441  | 614  | 789  | 871  | 894  | 954  |
| Quellen: Cassini und INSEE |      |      |      |      |      |      |      |      |      |

## Sehenswürdigkeiten

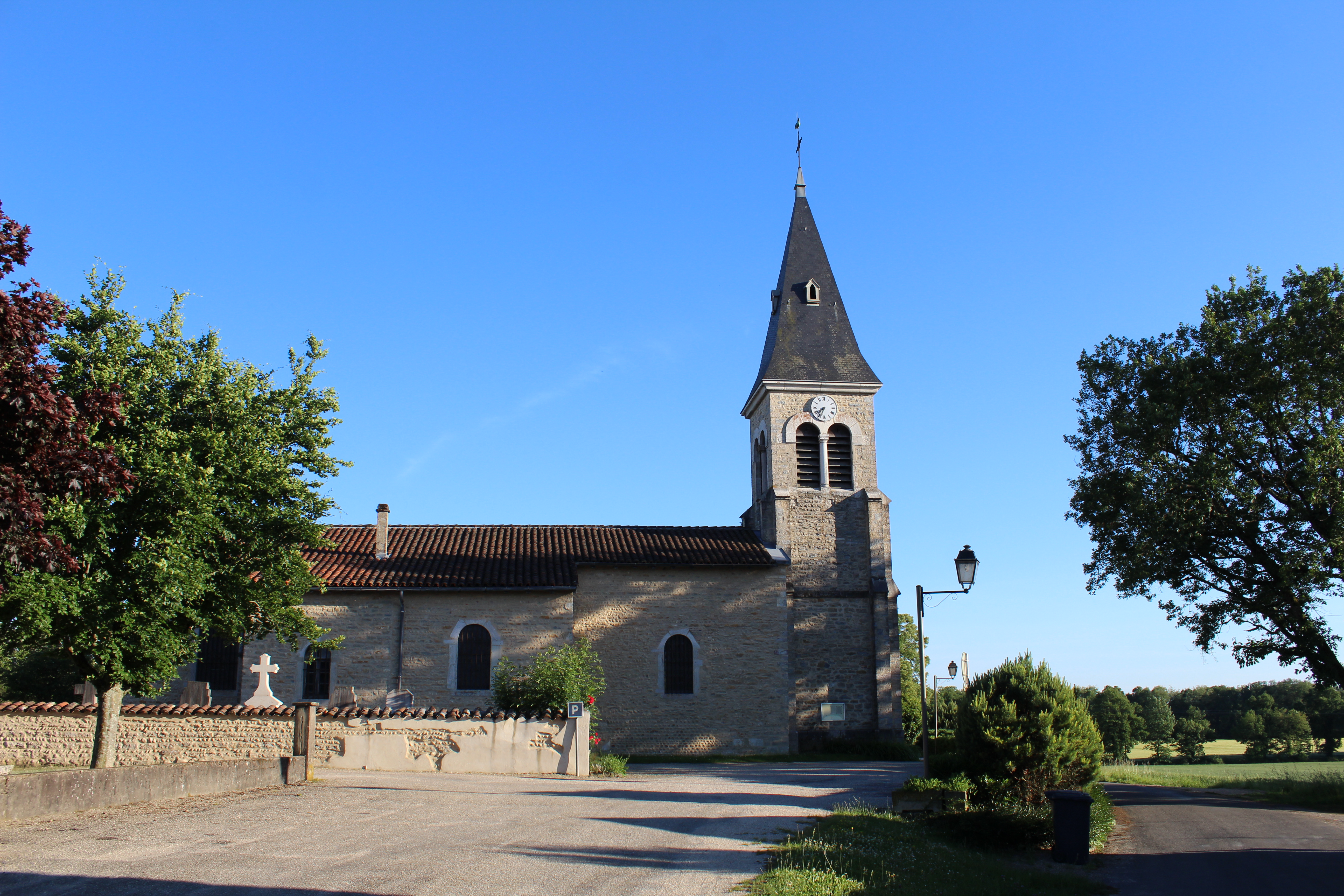
Kirche Saint-Bernard
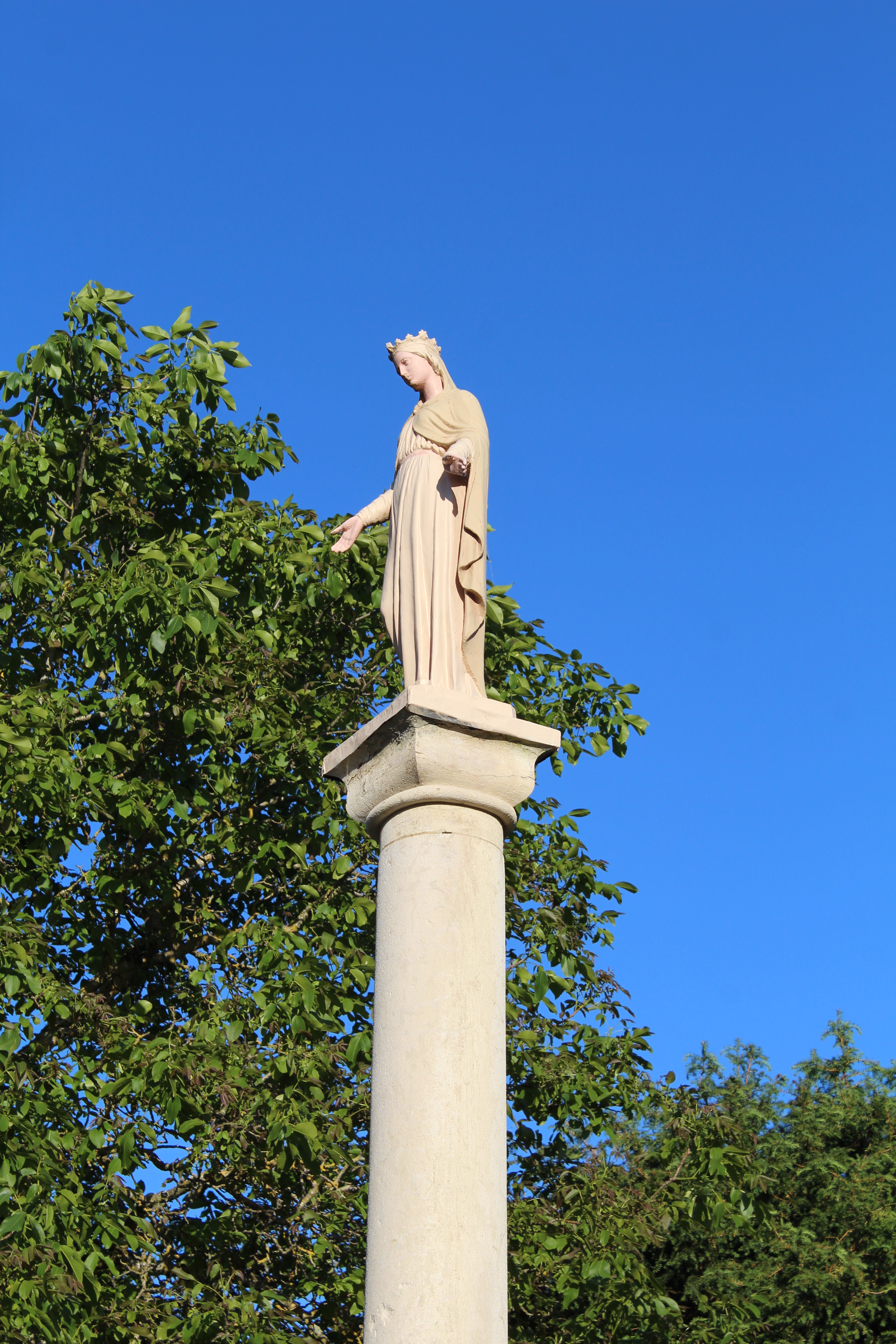
Marienstatue
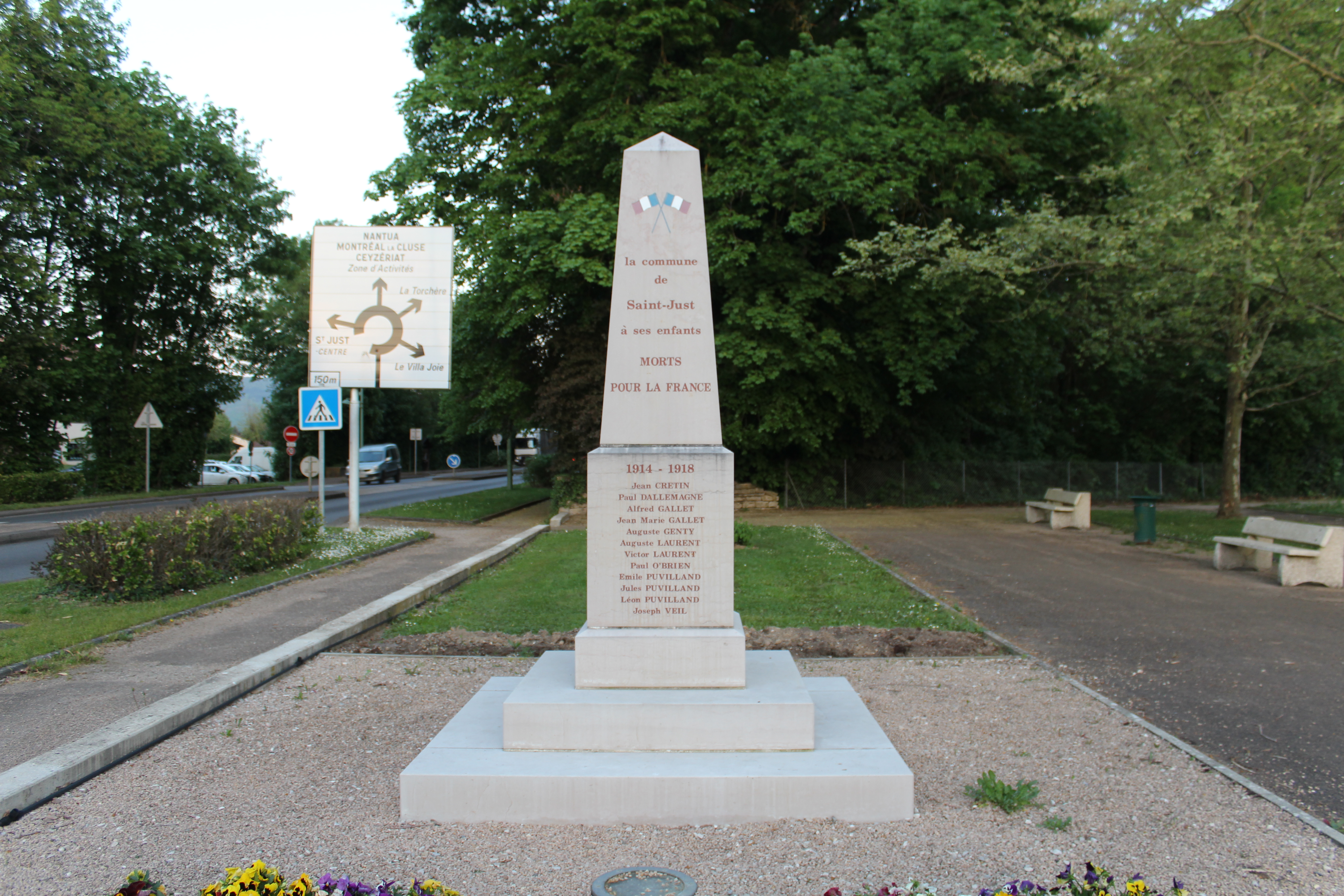
Gefallenendenkmal

- Schloss Brénon

- Kirche Saint-Bernard
- Marienstatue
- Gefallenendenkmal